# Maggie Smith
Margaret Natalie Smith, känd som Maggie Smith, född 28 december 1934 i Ilford i dåvarande Essex (idag en del av Redbridge i London), död 27 september 2024 i London, var en brittisk skådespelare. Smiths många filmer inkluderar Döden på Nilen (1978), Ett rum med utsikt (1985), En värsting till syster (1992), Tea with Mussolini (1999), Gosford Park (2001), Harry Potter (2001–2011) och Hotell Marigold (2012). Bland hennes TV-roller märks Betsey Trotwood i David Copperfield (1999) och Violet Crawley i Downton Abbey (2010–2015).

## Biografi
Maggie Smith var dotter till Nathaniel Smith från Newcastle och skotskfödda Margaret Hutton Little. Fadern var patolog och verksam vid Oxfords universitet. Smith växte upp i Oxford och studerade teater vid Oxford Playhouse School.
År 1952 skedde scendebuten som Viola på Oxford Playhouse, i regi av Oxford University Dramatic Society. År 1956 gjorde hon sin Broadwaydebut i New Faces. Sedan dess har hon uppträtt i otaliga pjäser på båda sidor Atlanten, men hon är känd internationellt för sina färgstarka biroller på film och TV. Filmdebuten skedde 1958 i Nowhere to Go. Hon har medverkat i en rad framgångsrika produktioner, som till exempel Släpp deckarne loss, det är mord (1976), Döden på Nilen (1978), Ett rum med utsikt (1985) En värsting till syster 1 och 2 (1992; 1993), Den hemlighetsfulla trädgården (1993), Richard III (1995), BBC-miniserien David Copperfield (1999), Robert Altmans Gosford Park (2001) och Lavendelflickorna (2004). Hon är även känd som Violet Crawley i TV-serien Downton Abbey. För en yngre publik är hon känd för den återkommande rollen som professor Minerva McGonagall i Harry Potter-filmerna.
Smith spelade ofta typiskt brittiska damer med excentriska manér. Hon blev känd för sina rolltolkningar i bland annat filmer som Miss Brodies bästa år (1968) och i Judith Hearnes öde (1987).

### Privatliv
Hon adlades 1990 med titeln Dame Maggie Smith och röstades ständigt fram i engelska omröstningar som en av Englands mest omtyckta skådespelare. Smith var gift med skådespelaren Robert Stephens 1967–1974 och från 1975 med manusförfattaren Beverley Cross till hans död 1998. Hon är mor till skådespelarna Chris Larkin och Toby Stephens.

## Filmografi (i urval)
- 1958 – Nowhere to Go
- 1963 – Hotel International
- 1965 – Othello
- 1967 – Much Ado About Nothing (TV-film)[6]
- 1967 – Farligt spel i Venedig
- 1969 – Miss Brodies bästa år
- 1969 – Oh, vilket makalöst krig
- 1972 – Min lättfotade moster
- 1976 – Släpp deckarne loss, det är mord
- 1978 – California Suite
- 1978 – Döden på Nilen
- 1981 – Gudarnas krig
- 1982 – Missionären
- 1982 – Mord på ljusa dagen
- 1984 – Svinaktiga affärer
- 1985 – Ett rum med utsikt
- 1986 – Mrs. Silly (TV-film)
- 1987 – Judith Hearnes öde
- 1991 – Hook
- 1992 – En värsting till syster
- 1993 – Den hemlighetsfulla trädgården
- 1993 – En värsting till syster 2
- 1995 – Richard III
- 1996 – Före detta fruars klubb
- 1999 – David Copperfield
- 1999 – Tea with Mussolini
- 2001 – Harry Potter och de vises sten
- 2001 – Gosford Park
- 2002 – Ya-Ya Flickornas gudomliga hemligheter
- 2002 – Harry Potter och Hemligheternas kammare
- 2004 – Lavendelflickorna
- 2003 – Mitt hus i Umbrien
- 2004 – Harry Potter och fången från Azkaban
- 2005 – Harry Potter och den flammande bägaren
- 2005 – Keeping Mum
- 2007 – En ung Jane Austen
- 2007 – Harry Potter och Fenixorden
- 2007 – Capturing Mary (TV-film)
- 2009 – Harry Potter och halvblodsprinsen
- 2009 – From Time to Time
- 2010 – Nanny McPhee och den magiska skrällen
- 2010–2015 – Downton Abbey (TV-serie)
- 2011 – Harry Potter och dödsrelikerna – Del 2
- 2011 – Gnomeo & Juliet (röstroll)
- 2012 – Hotell Marigold
- 2012 – Quartet
- 2014 – My Old Lady
- 2015 – Hotell Marigold 2
- 2015 – The Lady in the Van
- 2018 – Mästerdetektiven Sherlock Gnomes (röstroll)
- 2019 – Downton Abbey
- 2021 – Jakten på julen
- 2022 – Downton Abbey: En ny era
- 2023 – The Miracle Club

## Utmärkelser
Maggie Smith Oscar-nominerades sex gånger och vann två Oscars: 1969 för huvudrollen i Miss Brodies bästa år och 1978 för birollen i California Suite. Därtill fick hon en rad BAFTA-, Emmy-, och Golden Globe-priser och nomineringar genom åren.
Maggie Smith tilldelades ordnarna Order of the Companions of Honour och Brittiska imperieorden.